# Barbula geniculata
Barbula geniculata är en bladmossart som beskrevs av C. Müller 1849. Barbula geniculata ingår i släktet neonmossor, och familjen Pottiaceae. Inga underarter finns listade i Catalogue of Life.